# Општина Мера (Вранча)
Мера (рум. Mera) општина је у Румунији у округу Вранча.
Oпштина се налази на надморској висини од 293 m.